# Bléquin
Bléquin település Franciaországban, Pas-de-Calais megyében. Lakosainak száma 485 fő (2022. január 1.). Bléquin Seninghem, Ledinghem, Lottinghen, Nielles-lès-Bléquin és Senlecques községekkel határos.

## Népesség
A település népességének változása:
| Lakosok száma | 491  | 510  | 520  | 519  | 509  | 501  | 492  | 487  | 485  |
|               | 2013 | 2015 | 2016 | 2017 | 2018 | 2019 | 2020 | 2021 | 2022 |